# 리 대수의 표현
리 대수의 표현(Lie代數-表現, 영어: representation of a Lie algebra)은 주어진 리 대수를 벡터 공간의 선형 변환의 리 대수의 부분대수로 나타내는 준동형이다. 군의 표현과 유사한 개념이다. 특히, 대응되는 리 군의 표현과 밀접한 관계를 지닌다.

## 정의
가환환 {\displaystyle R} 위의 리 대수 {\displaystyle {\mathfrak {g}}} 위의 표현 {\displaystyle (M,\phi )}은 다음과 같은 데이터로 주어진다.
- {\displaystyle M}은 {\displaystyle R} 위의 가군이다.
- {\displaystyle \phi \colon {\mathfrak {g}}\to {\mathfrak {gl}}(M;R)}는 리 대수 준동형이다. 여기서 {\displaystyle {\mathfrak {gl}}(M;R)}는 {\displaystyle M}의 {\displaystyle R}-가군 자기 사상들로 구성된 단위 결합 대수의 리 대수이다.

이는 {\displaystyle {\mathfrak {g}}}의 보편 포락 대수 {\displaystyle {\mathcal {U}}({\mathfrak {g}})} 위의 가군과 같은 개념이다.
위 정의를 풀어 쓰면, 다음과 같다. 함수 {\displaystyle \phi \colon {\mathfrak {g}}\times M\to M}는 다음 조건들을 모두 만족시켜야 한다.
- (쌍선형성) {\displaystyle \phi }는 쌍선형 함수이다. 즉, 다음이 성립한다.
  - (스칼라곱) 임의의 {\displaystyle r\in R} 및 {\displaystyle x\in {\mathfrak {g}}} 및 {\displaystyle m\in M}에 대하여 {\displaystyle \phi (rx,m)=\phi (x,rm)=r\phi (x,m)}
  - ({\displaystyle {\mathfrak {g}}}에 대한 선형성) 임의의 {\displaystyle x,y\in {\mathfrak {g}}} 및 {\displaystyle m\in M}에 대하여 {\displaystyle \phi (x+y,m)=\phi (x,m)+\phi (y,m)}
  - ({\displaystyle M}에 대한 선형성) 임의의 {\displaystyle x\in {\mathfrak {g}}} 및 {\displaystyle m,n\in M}에 대하여 {\displaystyle \phi (x,m+n)=\phi (x,m)+\phi (x,n)}
- (리 괄호의 보존) 임의의 {\displaystyle x,y\in {\mathfrak {g}}}에 대하여, {\displaystyle \phi ([x,y],m)=\phi (x,\phi (y,m))-\phi (y,\phi (x,m))}

### 무게
표현 {\displaystyle \rho \colon {\mathfrak {g}}\to {\mathfrak {gl}}(V)}의 무게(영어: weight)는 카르탕 부분대수의 (표현에 따른 행렬로서의) 어느 한 공통적 고유벡터의 고윳값들의 모임이다. 즉, 카르탕 부분대수를 {\displaystyle {\mathfrak {h}}\subset {\mathfrak {g}}}로 쓰면, 그  대수적 쌍대공간의 원소인 {\displaystyle \rho }의 무게 {\displaystyle \lambda \in {\mathfrak {h}}^{*}}는 적어도 하나의 0이 아닌 {\displaystyle v\in V}가 모든 {\displaystyle \xi \in {\mathfrak {h}}}에 대하여 {\displaystyle \rho (\xi )v=\lambda (\xi )v}를 만족한다.
딸림표현의 무게의 집합은 근계를 이룬다. 통상적으로 "리 대수의 근"이라는 것은 그 딸림표현의 근계의 원소를 일컫는다.

## 연산
가환환 {\displaystyle R} 위의 리 대수 {\displaystyle {\mathfrak {g}}} 위의 두 표현 {\displaystyle (M,\phi )}, {\displaystyle (M',\phi ')}이 주어졌다고 하자.
- 가군의 직합 {\displaystyle M\oplus M'} 위에 자연스럽게 {\displaystyle {\mathfrak {g}}}-표현의 구조가 존재한다. 이를 두 표현의 직합이라고 한다.
- 가군의 텐서곱 {\displaystyle M\otimes _{R}M'} 위에도 자연스럽게 {\displaystyle {\mathfrak {g}}}-표현의 구조가 존재한다. 이를 두 표현의 텐서곱이라고 한다.

## 예

### 자명한 표현
가환환 {\displaystyle R} 위의 리 대수 {\displaystyle {\mathfrak {g}}} 및 {\displaystyle R}-가군 {\displaystyle M}이 주어졌을 때, 상수 함수
{\displaystyle \phi \colon {\mathfrak {g}}\times M\to M}
{\displaystyle \phi \colon (x,m)\to 0}
는 {\displaystyle {\mathfrak {g}}}의 표현을 이룬다. 이를 자명한 표현(영어: trivial representation)이라고 한다.

### 딸림표현
가환환 {\displaystyle R} 위의 리 대수 {\displaystyle {\mathfrak {g}}}가 주어졌을 때,
{\displaystyle \operatorname {ad} \colon {\mathfrak {g}}\to \operatorname {gl} ({\mathfrak {g}};R)}
{\displaystyle \operatorname {ad} \colon x\mapsto [x,-]}
로 정의하면, {\displaystyle {\mathfrak {g}}}는 스스로의 표현을 이룬다. 이를 리 대수의 딸림표현이라고 한다. 이는 리 군 {\displaystyle G}의, 스스로의 리 대수 {\displaystyle \operatorname {Lie} (G)} 위의 군의 표현인 딸림표현의 무한소 형태이다.

### 아벨 리 대수
가환환 {\displaystyle R} 위의 가군 {\displaystyle M}을 아벨 리 대수로 생각하자. 임의의 {\displaystyle R}-가군 준동형 {\displaystyle f\colon M\to R}가 주어졌을 때,
{\displaystyle \phi \colon M\times R\to R}
{\displaystyle \phi \colon (m,r)\mapsto f(m)r}
로 정의하면 이는 {\displaystyle M}의 표현을 이룬다.

## 같이 보기
- 리 대수
- 근계

## 참고 문헌
- J.Humphreys, Introduction to Lie algebras and representation theory, Birkhäuser, 2000